# ویکتور گولاس
ویکتور گولاس (به پرتغالی: Victor Hugo Mateus Golas) دروازه‌بان اهل برزیل است که در شهر Arapongas و در تاریخ ۲۷ دسامبر ۱۹۹۰ به دنیا آمده‌است.
ویکتور گولاس در تیم‌های فوتبال باشگاه فوتبال اسپورتینگ پرتغال سابقهٔ حضور دارد.